# Guido Garlato
Guido Garlato (Venezia, 8 giugno 1923 – ...) è stato un cestista italiano.

## Carriera
Ha vinto lo scudetto nella stagione 1942-43 con la maglia della Reyer Venezia.
Con la Nazionale ha preso parte agli Europei 1947. In totale ha disputato 5 incontri in maglia azzurra, realizzando 8 punti.

## Palmarès
- Campionato italiano: 1

Reyer Venezia: 1942-43